# Sančo VI. Navarski
Sančo VI. (baskijski: Antso VI.a) (1132. – 27. lipnja 1194.), zvan Mudri (baskijski: Jakituna, španjolski: el Sabio) bio je kralj Navare od 1150. pa do svoje smrti. Njegova je majka bila kraljica Margareta od L'Aiglea, a otac i prethodnik García Ramírez Navarski.
Margareta je navodno imala barem dvojicu ljubavnika, ali u očinstvo Sanča nitko nije sumnjao te je on mirno naslijedio Garcíju. Preko svoje sestre Blanke Sančo je bio ujak Sanča III. Željenog. Sančov je drugi nećak bio Robert III., princ Capue.
Sančo je bio prvi koji je koristio titulu "kralja Navare" kao jedinu oznaku svog kraljevstva, ispustivši Pamplonu iz titularne uporabe. Njegova vladavina bila je puna sukoba s Kastiljom i Aragonijom. Bio je osnivač samostana te je također zaslužan za dovođenje svog kraljevstva u političku orbitu Europe.
Pokušao je obnoviti granice svog kraljevstva koje su bile smanjene sporazumima u Tudejénu i Carriónu, koji je bio prisiljen potpisati s Kastiljom i Aragonijom u svojoj ranoj vladavini. Sporazumom iz Sorije, Kastilja je naposljetku potvrdila svoje posjede na osvojenim teritorijima. Bio je neprijateljski nastrojen prema Rajmondu Berengueru IV.

## Osobni život
Sančo je u Carriónu de los Condesu 20. srpnja 1153. oženio Sanču Kastiljsku. Ovo je popis djece Sanče i Sanča:
- Berengarija, žena Rikarda Lavljeg Srca
- Sančo VII. Navarski
- Blanka, grofica Šampanje
- Konstancija
- Ferdinand
- Terezija